# George Weah
George Tawlon Manneh Oppong Ousman Weah (Monrovia, 1º ottobre 1966) è un politico ed ex calciatore liberiano, di ruolo attaccante, Presidente della Liberia dal 22 gennaio 2018 al 22 gennaio 2024.
Considerato uno dei più forti calciatori africani della storia, occupa la 43ª posizione nella speciale classifica dei migliori calciatori del XX secolo pubblicata dalla rivista World Soccer mentre nel marzo del 2004 Pelé lo ha anche inserito nella FIFA 100, la lista dei 125 migliori calciatori viventi, redatta in occasione del Centenario della FIFA. Nel 1995 vinse il Pallone d'oro ed il FIFA World Player, divenendo l'unico giocatore africano ad aver vinto anche solo uno dei due riconoscimenti nella storia di ambedue i premi, anche se c'è stato un giocatore africano prima di Weah, Eusebio, che nel 1965 vinse il pallone. Ma dato che il Mozambico era sotto l'impero portoghese non viene classificato. Inoltre è stato nominato per tre volte Calciatore africano dell'anno nonché nel 1999 Calciatore africano del secolo dall'IFFHS. Nel 2013 il difensore Franco Baresi, suo compagno al Milan, lo inserì nell'undici dei più forti calciatori con cui aveva giocato in carriera.
In Europa ha vestito le maglie di Monaco, Paris Saint-Germain, Milan, Chelsea, Manchester City e Olympique Marsiglia. A livello internazionale ha rappresentato la nazionale liberiana. Si ritirò dall'attività agonistica a 36 anni, nel 2002.
Intrapresa la carriera politica, si è candidato alla carica di Presidente della Repubblica in occasione delle elezioni presidenziali liberiane del 2005, venendo sconfitto al ballottaggio da Ellen Johnson Sirleaf; successivamente ha preso parte alle presidenziali del 2011 in qualità di candidato vicepresidente di Winston Tubman, risultato poi sconfitto dalla stessa Sirleaf. In occasione delle elezioni presidenziali del 2017 è stato eletto presidente della Liberia, sconfiggendo al ballottaggio il vicepresidente uscente Joseph Boakai. Weah è stato sconfitto in una rivincita con Boakai nelle elezioni del 2023.

## Biografia
Nato e cresciuto nella baraccopoli di Clara Town, a Monrovia, appartiene al gruppo etnico Kru, proveniente dalla Contea di Grand Kru della Liberia sud-orientale, una delle zone più povere del paese.
Figlio di William T. Weah e Anna Quayeweah, fu allevato dalla nonna paterna, Emma Klonjlaleh Brown. Frequentò la scuola media presso il Congresso musulmano e la scuola superiore presso la Wells Hairston High School. Prima che la carriera calcistica gli consentisse di spostarsi all'estero, lavorò per la Liberia Telecommunications Corporation come centralinista.
Si laureò in arte e amministrazione sportiva alla Parkwood University di Londra. Questa scuola fu poi chiusa dalla Commissione per gli affari federali degli Stati Uniti in collaborazione con il governo britannico e la laurea perse valore. Nel 1999 Weah ricevette un dottorato onorario in scienze umanistiche dall'A.M.E. Zion University College della Liberia.
A metà degli anni '90 si convertì all'Islam, aggiunse Ousmane al suo nome e prese l'abitudine di raccogliersi in preghiera in mezzo al campo di gioco prima di ogni partita. Nel 1995, dopo la morte della nonna, riabbracciò la fede cristiana. È sposato con Clar Weah, statunitense di discendenza giamaicana con cui ha avuto tre figli: George Jr. (anch'egli calciatore), Martha e Timothy (anch'egli calciatore). Anche suo cugino Christopher Wreh è stato un calciatore.
Nel 1998 realizzò un disco dal titolo Lively Up Africa (Frisbie And The African Football Stars) i cui proventi sono stati devoluti in favore dell'UNICEF. Tale disco fu realizzato insieme con il cantante nigeriano Frisbie e dai calciatori africani Ibrahim Ba, François Omam-Biyik, Dimas Teixeira, Oumar Dieng, Joachim Fernandez, Mohamed Kallon, Phil Masinga e Taribo West.

## Caratteristiche tecniche

Il gol siglato da Weah l'8 settembre 1996 in Milan- (4-1): una rete rimasta nella storia del calcio italiano, grazie a un coast to coast col dribbling in progressione di sette avversari.

Nei primi anni '90 George Weah era già considerato uno dei migliori attaccanti del panorama calcistico mondiale, malgrado non vantasse ancora una capacità realizzativa pari a quelle di altri prolifici attaccanti della sua epoca. Elogiato per la sua propensione al lavoro di squadra, la sua grande classe e l'istinto per l'attacco, oltre che per le notevoli doti fisiche e atletiche, cui abbinava una tecnica di primo livello e una creatività innata, era un attaccante possente e molto difficile da contrastare, tanto che molti osservatori videro in lui il calciatore capace di colmare il vuoto lasciato nell'attacco del Milan dal precoce ritiro di Marco van Basten dall'attività agonistica.
Oltre a possedere velocità e abilità nel dribbling, pur senza vantare numeri realizzativi di prim'ordine, Weah era anche un calciatore incline al sacrificio e al gioco corale, in grado di creare sovente occasioni e assist per i compagni.
Insieme a Ronaldo e Romário, Weah era considerato il prototipo del centravanti moderno negli anni 1990, in grado di operare efficacemente anche al di fuori dell'area di rigore e di correre verso la porta con la palla al piede, dopo decenni in cui l'attaccante era solito agire nell'area di rigore, dove attendeva di ricevere il pallone dai compagni.
Nel corso della sua carriera Weah si distinse anche per la simpatia, la sua carica umana e per le iniziative di sostegno alla lotta contro il razzismo nel calcio.
Durante la sua carriera la stampa italiana gli attribuì diversi soprannomi tra cui: Diavolo nero, Il re Leone, Big George, King George e la Pantera.

## Carriera calcistica

### Club

Weah festeggia lo scudetto milanista 1998-1999

#### Esordi in Africa e Monaco
Weah comincia a giocare a calcio in patria, nelle file del Mighty Barrolle, con cui vince campionato liberiano e Coppa di Liberia nel 1985-1986, segnando 7 gol in 10 presenze in campionato. L'anno dopo è all'Invincible Eleven, con cui centra nuovamente il double campionato-coppa nazionale, con un bilancio di 24 gol in 23 partite di campionato. Trasferitosi in Camerun, al Tonnerre Yaoundé, realizza 14 gol in 18 presenze, vincendo il campionato.
Nel 1988 è acquistato dal Monaco, club della Division 1 francese con cui esordisce il 17 agosto 1988 nella sfida di campionato contro l'Auxerre. Nella prima stagione al Monaco Weah colleziona 24 presenze e 14 reti in campionato. Il Monaco chiude al terzo posto il campionato vinto dall'Olympique Marsiglia.
Nella stagione successiva Weah, a causa di vari infortuni, realizza solamente 5 reti nelle 16 partite disputate, non riuscendo ad incidere. Nella stagione 1990-1991 Weah realizza 13 reti, contribuendo alla vittoria in Coppa di Francia, ottenendo così il primo trofeo in terra francese.
Nella stagione 1991-1992 Weah realizza 18 gol in campionato (record in tutta la carriera), concludendo la stagione al terzo posto tra i marcatori del campionato francese. Nonostante il buon bottino personale, il Monaco si classifica secondo in campionato alle spalle del Marsiglia ed è sconfitto per 2-0 nella finale di Coppa delle Coppe dal Werder Brema. Con la sconfitta in Coppa delle Coppe si chiude il ciclo di Weah al Monaco.

#### Paris Saint-Germain

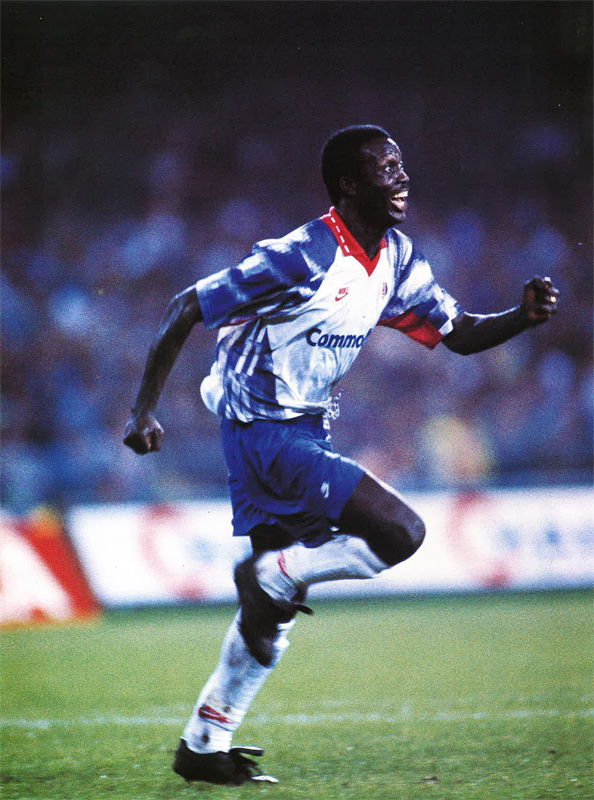
Weah esultante al San Paolo di Napoli dopo la vittoria del PSG contro i padroni di casa nel 1992

Nell'estate del 1992 Weah si trasferisce al Paris Saint-Germain. Nella prima stagione realizza 21 reti, di cui 14 nel campionato francese 1992-1993, che si conclude con la vittoria dell'Olympique Marsiglia, poi revocata dalla giustizia sportiva a causa della vicenda VA-OM. In Coppa UEFA il Paris Saint-Germain arriva in semifinale (grazie anche ai 7 gol messi a segno da Weah), dove viene eliminato dalla Juventus di Roberto Baggio a causa di due sconfitte, a Torino e a Parigi.
Nella stagione 1993-1994 il PSG si aggiudica per la seconda volta il titolo di campione di Francia, dopo aver dominato per l'intero campionato. Il liberiano, con 11 reti in campionato, è il secondo cannoniere della squadra dietro a David Ginola. In Coppa delle Coppe il Paris Saint Germain ricalca il percorso europeo dell'anno precedente, arrivando in semifinale contro l'Arsenal e venendo eliminato dagli inglesi.
La terza e ultima stagione dell'attaccante liberiano al Paris Saint Germain, il 1994-1995, si conclude con sole 7 reti in 34 presenze e il terzo posto della squadra in campionato alle spalle del Nantes guidato dal capocannoniere Patrice Loko. In Champions League il Paris Saint Germain, nonostante le 8 reti di Weah (capocannoniere della manifestazione), viene eliminato in semifinale dal Milan campione in carica. Dopo sette stagioni in Ligue 1, si conclude così la prima esperienza di Weah in Francia.

#### Milan

Weah, in maglia rossonera, affronta il parmense Cannavaro nel 1995.

Weah è acquistato dal Milan nel maggio 1995 per 11 miliardi di lire. Esordisce in Serie A contro il Padova nella partita vinta per 2-1 il 27 agosto 1995, segnando il suo primo gol dopo soli 6 minuti di gioco e fornendo l'assist per il gol di Baresi. A dicembre gli viene conferito il Pallone d'oro nel primo anno in cui il premio è assegnato con l'allargamento delle barriere europee: Weah è quindi il primo calciatore non europeo a vincere il trofeo. Con 11 gol in 26 partite contribuisce alla conquista del 15º scudetto da parte del Milan, mentre in Europa raggiunge con i rossoneri i quarti di finale di Coppa UEFA.
La stagione seguente è avara di soddisfazioni, con la squadra rossonera alle prese con una crisi di risultati e la fine di un ciclo vincente. Al termine dell'incontro Porto-Milan, valevole per il girone preliminare della UEFA Champions League 1996-1997, Weah colpisce il difensore lusitano Jorge Costa con una testata al volto, procurandogli la frattura del setto nasale. Per questo gesto, verificatosi nel tunnel degli spogliatoi e dal quale scaturisce una rissa, viene squalificato dalla UEFA per sei giornate. In seguito il giocatore motiva il proprio gesto riferendo di essere stato oggetto, da parte del capitano del Porto, di sputi e continui insulti razzisti. Al 1996 risale anche quello che è ritenuto, da molti, il gol più bello della sua carriera — nonché tra i più memorabili nella storia del campionato italiano —: alla prima giornata della stagione 1996-1997, a San Siro contro il Verona, Weah stoppa nella propria area con l'esterno destro il pallone, proveniente da un calcio d'angolo dalla sinistra del portiere, si invola con la palla al piede verso l'area avversaria, e, dopo aver superato tre avversari percorrendo 90 metri di campo, segna battendo il portiere in uscita; il gesto tecnico fu definito "coast to coast", per il fatto di aver percorso da solo tutta la lunghezza del campo, o "gol totale", per avere coniugato tutte le abilità proprie di un fuoriclasse. La stagione 1997-1998 del Milan si svolge sulla falsariga della precedente, con la squadra che fatica in campionato, sebbene in Coppa Italia riesca a raggiungere l'atto conclusivo del torneo: Weah realizza il gol della vittoria casalinga per 1-0 contro la Lazio, vanificata dalla sconfitta per 3-1 subita nella finale di ritorno. 

Weah (a sinistra) e l'interista Ronaldo nel corso di una stracittadina milanese del 1999.

Nel campionato 1998-1999 il Milan è allenato da Alberto Zaccheroni, che riesce a condurre i suoi alla vittoria dello scudetto grazie a un eccellente girone di ritorno, con Weah tra i protagonisti della stagione. Spicca la doppietta segnata a Torino contro la Juventus in Juventus-Milan 0-2 del 9 maggio 1999. Proprio in quella stagione il liberiano celebra le 100 partite con la maglia rossonera, mettendo a segno un gol nella vittoria per 1-5 nella trasferta contro l'Udinese ed esponendo subito dopo una maglia celebrativa.
Nella prima parte della stagione 1999-2000 gioca con minore continuità, tanto che nel mese di dicembre il giocatore esprime il proprio disappunto per il fatto di essere relegato a riserva di Oliver Bierhoff e del neoacquisto Andrij Ševčenko, pur escludendo di lasciare il Milan a stagione in corso. Nel gennaio del 2000, tuttavia, Weah chiude, a metà dell'annata, l'esperienza in rossonero, con un bilancio complessivo di 147 partite e 58 gol così distribuiti: 114 partite e 46 gol in Serie A, 19 partite e 5 gol in Coppa Italia, 12 partite e 7 gol nelle coppe europee e due partite senza gol in Supercoppa di Lega.

#### Ultimi anni
L'11 gennaio 2000 lascia Milano all'età di 33 anni per trasferirsi al Chelsea in prestito gratuito. Qui gioca per soli sei mesi realizzando 5 reti in 15 presenze e vincendo la Coppa d'Inghilterra. Nella stagione seguente l'attaccante passa al Manchester City, dove realizza altre 4 reti in 9 presenze.
Dopo la parentesi in Premier League, Weah fa ritorno in Francia, questa volta al Marsiglia. Nonostante l'età avanzata, Weah realizza 5 reti nei sei mesi trascorsi nelle file del club.
In estate, allettato dall'offerta dell'Al-Jazira, migra negli Emirati Arabi Uniti, dove segna ben 13 reti in sole 8 presenze. Alla fine della stagione 2001-2002 George Weah si ritira definitivamente dal calcio professionistico.

### Nazionale
Malgrado avesse la possibilità di giocare con la nazionale francese, scelse la nazionale liberiana, con cui collezionò 59 presenze e 16 gol, e che arrivò anche ad allenare e a finanziare. In nazionale preferiva giocare nel ruolo di libero, essendo il giocatore tecnicamente più dotato e con più esperienza internazionale. Grazie ai suoi gol la Liberia ha potuto qualificarsi a due edizioni della Coppa d'Africa (1996 e 2002), ma non riuscì mai a qualificarsi per la Coppa del mondo, mancando l'ingresso alla fase finale dell'edizione del 2002 per un solo punto.
L'11 settembre 2018 ha giocato, all'età di 51 anni e a 15 anni dal suo ritiro, un'amichevole contro la Nigeria, scendendo in campo dal primo minuto con la fascia di capitano prima di essere sostituito al 79' di gioco: la partita è stata l'occasione per ritirare la maglia numero 14, la preferita di Weah. Rimane tuttora il miglior marcatore della Liberia in Coppa d'Africa, insieme ad altri 4 giocatori, con un gol segnato.

## Carriera politica
Dopo l'abbandono dell'attività agonistica, Weah è diventato una figura umanitaria e politica nel proprio paese, impegnandosi a fondo nella lotta contro i problemi che attanagliano la Liberia. Nel novembre 2004 annunciò una possibile candidatura alle elezioni presidenziali liberiane dell'11 ottobre 2005. Il 13 agosto 2005 fu confermata la sua candidatura con il CDC, Congresso per la Democrazia e il Cambiamento (Congress for Democracy and Change).
Al primo turno risultò il candidato più votato con il 28,3% dei voti, ma al ballottaggio fu sconfitto dall'economista Ellen Johnson Sirleaf, che ottenne il 59,4% dei consensi. Al ritorno di Weah da un viaggio in Europa, il celebre cantante liberiano Michael B.Clock gli dedicò la canzone Run African Star a supporto della sua campagna elettorale.
Dopo un periodo negli Stati Uniti d'America durante il quale conseguì una laurea in business administration alla DeVry University di Miami, nel 2009 fece ritorno in patria per sostenere il candidato del CDC al Senato in un'elezione suppletiva nella contea di Montserrado; annunciò poi di volersi candidare nuovamente alle presidenziali del 2011, ma alla fine venne scelto come candidato vicepresidente di Winston Tubman. Il ticket uscì nuovamente sconfitto.
Nel 2014 fu eletto al Senato proprio nel seggio della contea di Montserrado, battendo largamente Robert Sirleaf, figlio della presidente Ellen Johnson Sirleaf, con il 78% dei voti.
Nel 2016 annunciò di volersi ricandidare alla presidenza in occasione delle presidenziali del 2017. Al primo turno tenutosi nell'ottobre 2017 fu il più suffragato con il 38,4% di voti, ma il ballottaggio contro il vicepresidente Joseph Boakai (vicepresidente della Liberia dal 2005), che si doveva tenere a novembre, fu in seguito sospeso per brogli dalla Corte Suprema liberiana e rimandato. Nel dicembre dello stesso anno il voto si svolse regolarmente e Weah fu eletto con il 61,5% dei consensi.

### Presidente della Repubblica
Weah è entrato in carica come Presidente della Liberia il 22 gennaio 2018.

#### Politica interna
Il 29 gennaio 2018, nel suo primo messaggio annuale al Parlamento, Weah ha ridotto il proprio stipendio e le altre prestazioni del 25% con effetto immediato. Inoltre, nello stesso giorno, ha annunciato che avrebbe chiesto modifiche costituzionali per consentire alle persone di origine non nera di essere cittadini e permettere agli stranieri di possedere terreni, definendo la situazione attuale "razzista e inappropriata".
Il 12 settembre 2020 ha dichiarato un'emergenza nazionale per la violenza sessuale nel paese, impegnandosi a creare un procuratore speciale per gli stupri, un registro nazionale di autori di reati sessuali e una task force nazionale per affrontare la questione. Ha inoltre annunciato un fondo di emergenza di 2 milioni di dollari, di cui una parte è stata utilizzata per acquistare apparecchiature per il test del DNA per l'identificazione forense degli autori. Tuttavia, a partire da marzo 2022, l'apparecchiatura per il test del DNA doveva ancora essere resa funzionante. Inoltre, il procuratore speciale doveva ancora essere nominato, il registro degli autori di reati sessuali doveva ancora essere implementato e i tribunali specializzati per la violenza di genere erano stati istituiti solo in tre delle sedici contee della Liberia.

#### Politica estera
Dopo la sua elezione, Weah si è recato per la prima volta in Senegal in visita ufficiale per incontrare il presidente Macky Sall, per "rafforzare il legame tra i due paesi". Il 21 febbraio 2018 ha effettuato la sua prima visita ufficiale fuori dall'Africa, in Francia, incontrando il presidente francese, Emmanuel Macron. Nell'incontro, incentrato sul miglioramento dei rapporti tra Francia e Liberia, ha cercato l'aiuto francese per un progetto di sviluppo sportivo in Africa. Al vertice hanno partecipato anche Didier Drogba, Kylian Mbappé e il presidente della FIFA, Gianni Infantino. Il 25 maggio 2018, a seguito di un incontro con il presidente Weah, il presidente della federcalcio liberiana, Musa Bility, ha annunciato che la Liberia avrebbe votato per la candidatura di Canada, Messico e Stati Uniti per il campionato mondiale di calcio del 2026, creando una spaccatura con il resto dell'Africa, che votava per la candidatura del Marocco.

#### Critiche
Il 7 giugno 2019 diverse associazioni della società civile e partiti politici di opposizione hanno organizzato una manifestazione contro Weah, chiedendo misure per ridurre la crisi economica del Paese, con un forte aumento dell'inflazione, e una politica più ferma contro la corruzione.

## Statistiche
Tra club e nazionale maggiore, Weah ha giocato globalmente 566 partite segnando 287 reti, alla media di 0,50 gol a partita.

### Presenze e reti nei club
| Stagione            | Squadra             | Campionato       | Campionato | Campionato | Coppe nazionali | Coppe nazionali | Coppe nazionali | Coppe continentali | Coppe continentali | Coppe continentali | Altre coppe | Altre coppe | Altre coppe | Totale | Totale |
| Stagione            | Squadra             | Comp             | Pres       | Reti       | Comp            | Pres            | Reti            | Comp               | Pres               | Reti               | Comp        | Pres        | Reti        | Pres   | Reti   |
| ------------------- | ------------------- | ---------------- | ---------- | ---------- | --------------- | --------------- | --------------- | ------------------ | ------------------ | ------------------ | ----------- | ----------- | ----------- | ------ | ------ |
| gen. -lug.1986      | Mighty Barrolle     | CL               | 10         | 7          | -               | -               | -               | -                  | -                  | -                  | -           | -           | -           | 10     | 7      |
| lug. 1986 -lug.1987 | Invincible Eleven   | CL               | 23         | 24         | -               | -               | -               | -                  | -                  | -                  | -           | -           | -           | 23     | 24     |
| lug.1987 -gen.1988  | Africa Sports       | L1C              | 2          | 1          | -               | -               | -               | -                  | -                  | -                  | -           | -           | -           | 2      | 1      |
| gen. -lug.1988      | Tonnerre Yaoundé    | E1               | 18         | 14         | -               | -               | -               | -                  | -                  | -                  | -           | -           | -           | 18     | 14     |
| 1988-1989           | Monaco              | D1               | 23         | 14         | CF              | 10              | 1               | CC                 | 5                  | 2                  | -           | -           | -           | 38     | 17     |
| 1989-1990           | Monaco              | D1               | 17         | 5          | CF              | 0               | 0               | CdC                | 7                  | 3                  | -           | -           | -           | 24     | 8      |
| 1990-1991           | Monaco              | D1               | 29         | 10         | CF              | 6               | 5               | CU                 | 5                  | 3                  | -           | -           | -           | 40     | 18     |
| 1991-1992           | Monaco              | D1               | 34         | 18         | CF              | 4               | 1               | CdC                | 9                  | 4                  | -           | -           | -           | 47     | 23     |
| Totale Monaco       | Totale Monaco       | Totale Monaco    | 103        | 47         |                 | 20              | 7               |                    | 26                 | 12                 |             | -           | -           | 149    | 66     |
| 1992-1993           | Paris Saint-Germain | D1               | 30         | 14         | CF              | 6               | 3               | CU                 | 9                  | 7                  | -           | -           | -           | 45     | 23     |
| 1993-1994           | Paris Saint-Germain | D1               | 32         | 11         | CF              | 3               | 2               | CdC                | 5                  | 1                  | -           | -           | -           | 40     | 14     |
| 1994-1995           | Paris Saint-Germain | D1               | 34         | 7          | CF+CdL          | 5+3             | 2+1             | UCL                | 11                 | 8                  | -           | -           | -           | 53     | 18     |
| Totale Paris SG     | Totale Paris SG     | Totale Paris SG  | 96         | 32         |                 | 14+3            | 7+1             |                    | 25                 | 16                 |             | -           | -           | 138    | 56     |
| 1995-1996           | Milan               | A                | 26         | 11         | CI              | 3               | 1               | CU                 | 6                  | 3                  | -           | -           | -           | 35     | 15     |
| 1996-1997           | Milan               | A                | 28         | 13         | CI              | 2               | 0               | UCL                | 5                  | 3                  | SI          | 1           | 0           | 36     | 16     |
| 1997-1998           | Milan               | A                | 24         | 10         | CI              | 8               | 3               | -                  | -                  | -                  | -           | -           | -           | 32     | 13     |
| 1998-1999           | Milan               | A                | 26         | 8          | CI              | 4               | 1               | -                  | -                  | -                  | -           | -           | -           | 30     | 9      |
| 1999-gen. 2000      | Milan               | A                | 10         | 4          | CI              | 2               | 0               | UCL                | 1                  | 1                  | SI          | 1           | 0           | 14     | 5      |
| Totale Milan        | Totale Milan        | Totale Milan     | 114        | 46         |                 | 19              | 5               |                    | 12                 | 7                  |             | 2           | 0           | 147    | 58     |
| gen.-giu. 2000      | Chelsea             | PL               | 11         | 3          | FACup+CdL       | 4+0             | 2               | -                  | -                  | -                  | -           | -           | -           | 15     | 5      |
| 2000-gen. 2001      | Manchester City     | PL               | 7          | 1          | FACup+CdL       | 0+2             | 3               | -                  | -                  | -                  | -           | -           | -           | 9      | 4      |
| gen.-giu. 2001      | Olympique Marsiglia | D1               | 19         | 5          | CF+CdL          | 1+0             | 0               | -                  | -                  | -                  | -           | -           | -           | 20     | 5      |
| 2001-2002           | Al-Jazira           | FL               | 20         | 15         | -               | -               | -               | -                  | -                  | -                  | -           | -           | -           | 20     | 15     |
| 2002-2003           | Al-Jazira           | FL               | 19         | 15         | -               | -               | -               | -                  | -                  | -                  | -           | -           | -           | 19     | 15     |
| Totale Al Jazira    | Totale Al Jazira    | Totale Al Jazira | 39         | 30         |                 | -               | -               |                    | -                  | -                  |             | -           | -           | 39     | 30     |
| Totale carriera     | Totale carriera     | Totale carriera  | 444        | 211        |                 | 63              | 25              |                    | 63                 | 35                 |             | 2           | 0           | 572    | 271    |

### Cronologia presenze e reti in nazionale
| Cronologia completa delle presenze e delle reti in nazionale ― Liberia | Cronologia completa delle presenze e delle reti in nazionale ― Liberia | Cronologia completa delle presenze e delle reti in nazionale ― Liberia | Cronologia completa delle presenze e delle reti in nazionale ― Liberia | Cronologia completa delle presenze e delle reti in nazionale ― Liberia | Cronologia completa delle presenze e delle reti in nazionale ― Liberia | Cronologia completa delle presenze e delle reti in nazionale ― Liberia | Cronologia completa delle presenze e delle reti in nazionale ― Liberia |
| Data                                                                   | Città                                                                  | In casa                                                                | Risultato                                                              | Ospiti                                                                 | Competizione                                                           | Reti                                                                   | Note                                                                   |
| ---------------------------------------------------------------------- | ---------------------------------------------------------------------- | ---------------------------------------------------------------------- | ---------------------------------------------------------------------- | ---------------------------------------------------------------------- | ---------------------------------------------------------------------- | ---------------------------------------------------------------------- | ---------------------------------------------------------------------- |
| 30-1-1987                                                              | Monrovia                                                               | Liberia                                                                | 2 – 0                                                                  | Nigeria                                                                | Amichevole                                                             | 1                                                                      |                                                                        |
| 7-8-1988                                                               | Accra                                                                  | Ghana                                                                  | 0 – 0                                                                  | Liberia                                                                | Qual. Mondiali 1990                                                    | -                                                                      |                                                                        |
| 21-8-1988                                                              | Monrovia                                                               | Liberia                                                                | 2 – 0                                                                  | Ghana                                                                  | Qual. Mondiali 1990                                                    | 1                                                                      |                                                                        |
| 6-1-1989                                                               | Il Cairo                                                               | Egitto                                                                 | 2 – 0                                                                  | Liberia                                                                | Qual. Mondiali 1990                                                    | -                                                                      | 85’                                                                    |
| 22-1-1989                                                              | Monrovia                                                               | Liberia                                                                | 0 – 0                                                                  | Kenya                                                                  | Qual. Mondiali 1990                                                    | -                                                                      |                                                                        |
| 11-6-1989                                                              | Monrovia                                                               | Liberia                                                                | 1 – 0                                                                  | Malawi                                                                 | Qual. Mondiali 1990                                                    | 1                                                                      |                                                                        |
| 25-6-1989                                                              | Monrovia                                                               | Liberia                                                                | 1 – 0                                                                  | Egitto                                                                 | Qual. Mondiali 1990                                                    | -                                                                      |                                                                        |
| 12-8-1989                                                              | Nairobi                                                                | Kenya                                                                  | 1 – 0                                                                  | Liberia                                                                | Qual. Mondiali 1990                                                    | -                                                                      |                                                                        |
| 11-10-1992                                                             | Kinshasa                                                               | Zaire                                                                  | 4 – 2                                                                  | Liberia                                                                | Qual. Mondiali 1994                                                    | -                                                                      |                                                                        |
| 4-9-1994                                                               | Monrovia                                                               | Liberia                                                                | 1 – 0                                                                  | Togo                                                                   | Qual. Coppa d'Africa 1996                                              | 1                                                                      |                                                                        |
| 11-11-1994                                                             | Nouakchott                                                             | Mauritania                                                             | 1 – 1                                                                  | Liberia                                                                | Qual. Coppa d'Africa 1996                                              | -                                                                      |                                                                        |
| 22-1-1995                                                              | Monrovia                                                               | Liberia                                                                | 1 – 1                                                                  | Senegal                                                                | Qual. Coppa d'Africa 1996                                              | -                                                                      | 46’                                                                    |
| 10-2-1995                                                              | Sfax                                                                   | Tunisia                                                                | 0 – 0                                                                  | Liberia                                                                | Qual. Coppa d'Africa 1996                                              | -                                                                      |                                                                        |
| 9-4-1995                                                               | Lomé                                                                   | Togo                                                                   | 0 – 0                                                                  | Liberia                                                                | Qual. Coppa d'Africa 1996                                              | -                                                                      |                                                                        |
| 23-4-1995                                                              | Johannesburg                                                           | Liberia                                                                | 1 – 0                                                                  | Tunisia                                                                | Qual. Coppa d'Africa 1996                                              | -                                                                      |                                                                        |
| 4-6-1995                                                               | Monrovia                                                               | Liberia                                                                | 2 – 0                                                                  | Mauritania                                                             | Qual. Coppa d'Africa 1996                                              | -                                                                      |                                                                        |
| 16-1-1996                                                              | Durban                                                                 | Gabon                                                                  | 1 – 2                                                                  | Liberia                                                                | Coppa d'Africa 1996 - 1º turno                                         | -                                                                      |                                                                        |
| 25-1-1996                                                              | Johannesburg                                                           | Zaire                                                                  | 2 – 0                                                                  | Liberia                                                                | Coppa d'Africa 1996 - 1º turno                                         | -                                                                      |                                                                        |
| 1-6-1996                                                               | Banjul                                                                 | Gambia                                                                 | 2 – 1                                                                  | Liberia                                                                | Qual. Mondiali 1998                                                    | -                                                                      |                                                                        |
| 23-6-1996                                                              | Accra                                                                  | Liberia                                                                | 4 – 0                                                                  | Gambia                                                                 | Qual. Mondiali 1998                                                    | 1                                                                      |                                                                        |
| 6-10-1996                                                              | Kinshasa                                                               | Zaire                                                                  | 0 – 0                                                                  | Liberia                                                                | Qual. Coppa d'Africa 1998                                              | -                                                                      |                                                                        |
| 10-11-1996                                                             | Accra                                                                  | Liberia                                                                | 0 – 1                                                                  | Tunisia                                                                | Qual. Mondiali 1998                                                    | -                                                                      |                                                                        |
| 26-1-1997                                                              | Accra                                                                  | Liberia                                                                | 1 – 2                                                                  | Togo                                                                   | Qual. Coppa d'Africa 1998                                              | -                                                                      |                                                                        |
| 22-2-1997                                                              | Dar es Salaam                                                          | Tanzania                                                               | 1 – 1                                                                  | Liberia                                                                | Qual. Coppa d'Africa 1998                                              | -                                                                      |                                                                        |
| 6-4-1997                                                               | Accra                                                                  | Liberia                                                                | 1 – 0                                                                  | Egitto                                                                 | Qual. Mondiali 1998                                                    | 1                                                                      |                                                                        |
| 27-4-1997                                                              | Tunisi                                                                 | Tunisia                                                                | 2 – 0                                                                  | Liberia                                                                | Qual. Mondiali 1998                                                    | -                                                                      |                                                                        |
| 22-6-1997                                                              | Monrovia                                                               | Liberia                                                                | 2 – 1                                                                  | RD del Congo                                                           | Qual. Coppa d'Africa 1998                                              | 1                                                                      |                                                                        |
| 13-7-1997                                                              | Lomé                                                                   | Togo                                                                   | 4 – 0                                                                  | Liberia                                                                | Qual. Coppa d'Africa 1998                                              | -                                                                      |                                                                        |
| 28-7-1997                                                              | Monrovia                                                               | Liberia                                                                | 1 – 0                                                                  | Tanzania                                                               | Qual. Coppa d'Africa 1998                                              | -                                                                      |                                                                        |
| 17-8-1997                                                              | Il Cairo                                                               | Egitto                                                                 | 5 – 0                                                                  | Liberia                                                                | Qual. Mondiali 1998                                                    | -                                                                      |                                                                        |
| 27-1-1998                                                              | Monrovia                                                               | Liberia                                                                | 1 – 2                                                                  | Burkina Faso                                                           | Amichevole                                                             | -                                                                      |                                                                        |
| 2-8-1998                                                               | Niamey                                                                 | Niger                                                                  | 2 – 1                                                                  | Liberia                                                                | Qual. Coppa d'Africa 2000                                              | -                                                                      | 53’                                                                    |
| 16-8-1998                                                              | Monrovia                                                               | Liberia                                                                | 2 – 0                                                                  | Niger                                                                  | Qual. Coppa d'Africa 2000                                              | -                                                                      |                                                                        |
| 4-10-1998                                                              | Tunisi                                                                 | Tunisia                                                                | 2 – 1                                                                  | Liberia                                                                | Qual. Coppa d'Africa 2000                                              | -                                                                      | ?’                                                                     |
| 24-1-1999                                                              | Monrovia                                                               | Liberia                                                                | 2 – 0                                                                  | Uganda                                                                 | Qual. Coppa d'Africa 2000                                              | -                                                                      |                                                                        |
| 9-4-1999                                                               | Annaba                                                                 | Algeria                                                                | 4 – 1                                                                  | Liberia                                                                | Qual. Coppa d'Africa 2000                                              | -                                                                      |                                                                        |
| 20-6-1999                                                              | Monrovia                                                               | Liberia                                                                | 2 – 0                                                                  | Tunisia                                                                | Qual. Coppa d'Africa 2000                                              | 1                                                                      |                                                                        |
| 23-4-2000                                                              | Monrovia                                                               | Liberia                                                                | 0 – 0                                                                  | Ciad                                                                   | Qual. Mondiali 2002                                                    | -                                                                      |                                                                        |
| 18-6-2000                                                              | Omdurman                                                               | Sudan                                                                  | 2 – 0                                                                  | Liberia                                                                | Qual. Mondiali 2002                                                    | -                                                                      |                                                                        |
| 2-7-2000                                                               | Praia                                                                  | Capo Verde                                                             | 1 – 0                                                                  | Liberia                                                                | Qual. Coppa d'Africa 2002                                              | 1                                                                      |                                                                        |
| 9-7-2000                                                               | Monrovia                                                               | Liberia                                                                | 2 – 1                                                                  | Nigeria                                                                | Qual. Mondiali 2002                                                    | -                                                                      |                                                                        |
| 16-7-2000                                                              | Monrovia                                                               | Liberia                                                                | 3 – 0                                                                  | Capo Verde                                                             | Qual. Coppa d'Africa 2002                                              | 1                                                                      |                                                                        |
| 3-9-2000                                                               | Monrovia                                                               | Liberia                                                                | 4 – 0                                                                  | Mauritius                                                              | Qual. Coppa d'Africa 2002                                              | -                                                                      |                                                                        |
| 16-12-2000                                                             | Johannesburg                                                           | Sudafrica                                                              | 2 – 1                                                                  | Liberia                                                                | Qual. Coppa d'Africa 2002                                              | 1                                                                      |                                                                        |
| 14-1-2001                                                              | Monrovia                                                               | Liberia                                                                | 5 – 1                                                                  | Rep. del Congo                                                         | Qual. Coppa d'Africa 2002                                              | -                                                                      |                                                                        |
| 28-1-2001                                                              | Accra                                                                  | Ghana                                                                  | 1 – 3                                                                  | Liberia                                                                | Qual. Mondiali 2002                                                    | -                                                                      |                                                                        |
| 25-2-2001                                                              | Monrovia                                                               | Liberia                                                                | 1 – 0                                                                  | Sierra Leone                                                           | Qual. Mondiali 2002                                                    | -                                                                      |                                                                        |
| 25-3-2001                                                              | Pointe-Noire                                                           | Rep. del Congo                                                         | 0 – 1                                                                  | Liberia                                                                | Qual. Coppa d'Africa 2002                                              | -                                                                      |                                                                        |
| 22-4-2001                                                              | Monrovia                                                               | Liberia                                                                | 2 – 0                                                                  | Sudan                                                                  | Qual. Mondiali 2002                                                    | 1                                                                      |                                                                        |
| 5-5-2001                                                               | Port Harcourt                                                          | Nigeria                                                                | 2 – 0                                                                  | Liberia                                                                | Qual. Mondiali 2002                                                    | -                                                                      | 70’                                                                    |
| 3-6-2001                                                               | Monrovia                                                               | Liberia                                                                | 1 – 1                                                                  | Sudafrica                                                              | Qual. Coppa d'Africa 2002                                              | -                                                                      | 46’                                                                    |
| 1-7-2001                                                               | Monrovia                                                               | Liberia                                                                | 1 – 2                                                                  | Ghana                                                                  | Qual. Mondiali 2002                                                    | -                                                                      |                                                                        |
| 14-7-2001                                                              | Freetown                                                               | Sierra Leone                                                           | 0 – 1                                                                  | Liberia                                                                | Qual. Mondiali 2002                                                    | 1                                                                      | 63’                                                                    |
| 4-8-2001                                                               | East Rutherford                                                        | Colombia                                                               | 2 – 1                                                                  | Liberia                                                                | Amichevole                                                             | -                                                                      | 73’                                                                    |
| 23-8-2001                                                              | Veracruz                                                               | Messico                                                                | 5 – 4                                                                  | Liberia                                                                | Amichevole                                                             | 1                                                                      |                                                                        |
| 19-1-2002                                                              | Bamako                                                                 | Mali                                                                   | 1 – 1                                                                  | Liberia                                                                | Coppa d'Africa 2002 - 1º turno                                         | 1                                                                      |                                                                        |
| 25-1-2002                                                              | Bamako                                                                 | Liberia                                                                | 2 – 2                                                                  | Algeria                                                                | Coppa d'Africa 2002 - 1º turno                                         | -                                                                      | 55’                                                                    |
| 28-1-2002                                                              | Mopti                                                                  | Liberia                                                                | 0 – 1                                                                  | Nigeria                                                                | Coppa d'Africa 2002 - 1º turno                                         | -                                                                      |                                                                        |
| 11-9-2018                                                              | Monrovia                                                               | Liberia                                                                | 1 – 2                                                                  | Nigeria                                                                | Amichevole                                                             | -                                                                      | Cap. 79’                                                               |
| Totale                                                                 |                                                                        | Presenze                                                               | 59                                                                     |                                                                        | Reti (1º posto)                                                        | 16                                                                     |                                                                        |

## Palmarès

### Club
- Campionato liberiano: 2

Mighty Barolle: 1985-1986
Invincible Eleven: 1986-1987
- Coppa di Liberia: 2

Mighty Barolle: 1985-1986
Invincible Eleven: 1986-1987
- Campionato camerunese: 1

Tonerre Yaoundé: 1987-1988
- Coppa di Francia: 3

Monaco: 1990-1991
Paris SG: 1992-1993, 1994-1995
- Campionato francese: 1

Paris SG: 1993-1994
- Coppa di Lega francese: 1

Paris SG: 1994-1995
- Campionato italiano: 2

Milan: 1995-1996, 1998-1999
- Coppa d'Inghilterra: 1

Chelsea: 1999-2000

### Individuale
- Calciatore africano dell'anno: 3

1989, 1994, 1995

Weah con il Pallone d'oro 1995

- BBC African Footballer of the Year: 1

1995
- Onze d'or: 1

1995
- Pallone d'oro: 1

1995
- FIFA World Player: 1

1995
- Capocannoniere della Champions League: 1

1994-1995 (7 gol)
- ESM Team of the Year: 1

1995-1996
- Premio IFFHS: 1

Calciatore africano del secolo (1999)
- Inserito nella FIFA 100 (2004)
- Inserito nelle "Leggende del Calcio" del Golden Foot (2005)
- Candidato al Dream Team del Pallone d'oro (2020)

## Riconoscimenti
FIFA Fair Play Award 1996